# Esteban Harding
Esteban Harding (en inglés Stephen Harding) (Dorset, Inglaterra, siglo XI-Abadía de Císter, 28 de marzo de 1134) fue un monje cisterciense, tercer abad de Císter y considerado el tercer cofundador de la Orden del Císter.

## Biografía

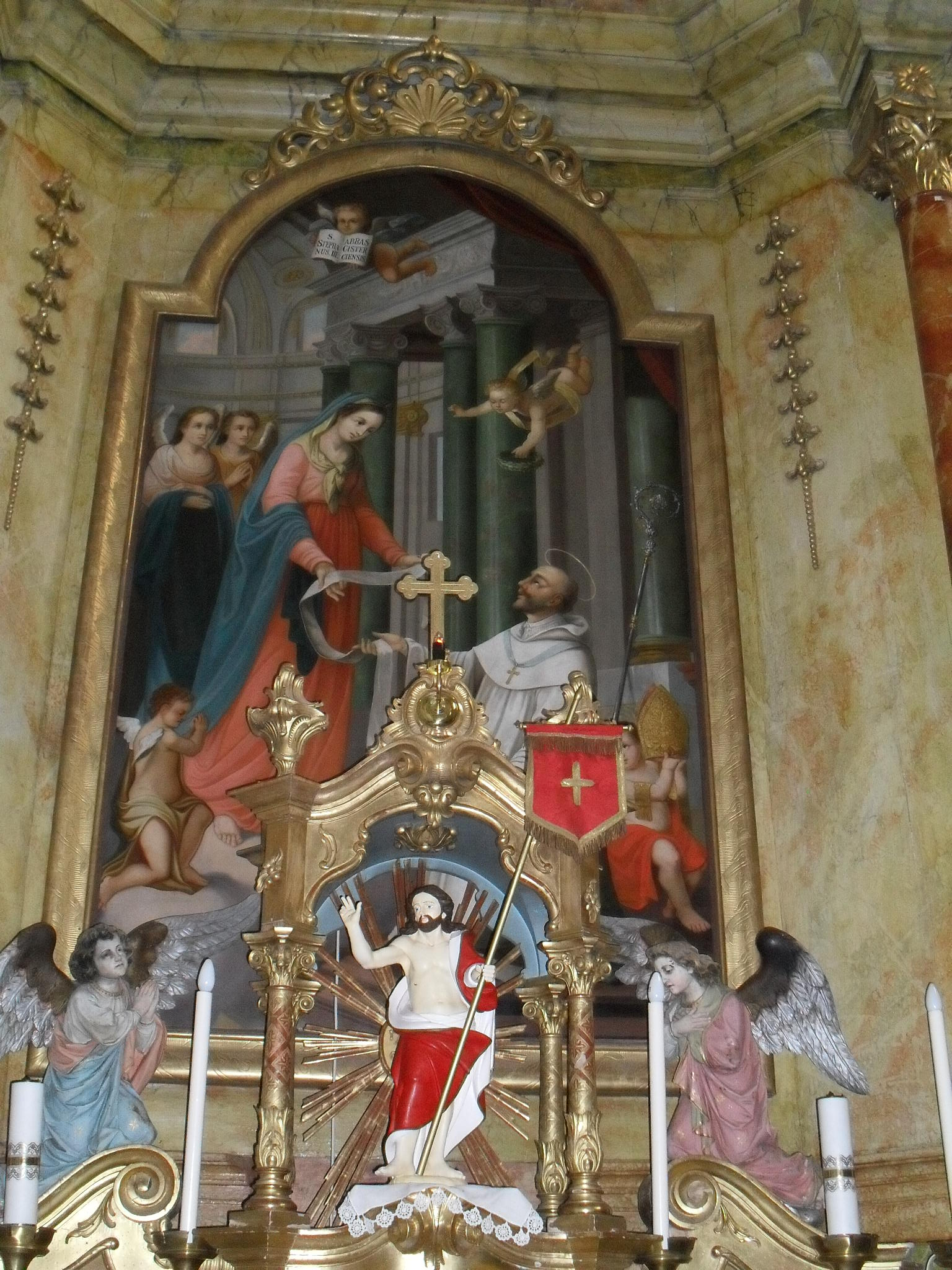
María entrega el cíngulo a Esteban Harding, en el altar de la iglesia de San Esteban Harding de Apátistvánfalva (Hungría).

Esteban Harding nació en Dorset (Inglaterra). Se sabe que hablaba inglés antiguo, normando y latín. Joven, ingresó en la abadía de Sherborne, pero la dejó y se convirtió en un estudiante itinerante que visitaba diversos monasterios donde aprendía y enseñaba.
Llegó a la abadía de Molesme, en la Borgoña, que había fundado Roberto de Molesme, que era el abad. Pronto, sin embargo, la comunidad tuvo problemas de convivencia y algunos monjes se rebelaron; Roberto se marchó, y el prior Alberico y Esteban se marcharon con él, hasta que los otros monjes los llamaron y Alberico volvió. Roberto y Esteban permanecieron solos y Alberico, viendo que Molesme no podría llevar a término su ideal monástico, fue, con veintidós monjes más, a reencontrarlos. Los tres fueron hasta Cîteaux, en la diócesis de Châlons, donde en 1098 fundaron una comunidad con una forma de vida diferente a la benedictina de aquel entonces y que fue el origen de la Orden Cisterciense.
Roberto fue el primer abad de Císter, pero el año siguiente se marchó de nuevo a Molesme y Alberico lo sucedió, hasta que murió en 1108. Esteban Harding se convirtió entonces en el tercer abad de Císter. Como abad condujo el monasterio a un periodo de gran crecimiento. En 1112 recibió la visita de Bernardo de Claraval, que se quedó y se hizo monje. Entre 1112 y 1119, se fundaron doce nuevas casas cistercienses. Para ellas, Esteban escribió en 1119 la Carta caritatis ("Carta de caridad"), documento fundamental de la orden cisterciense, que establece los principios.
Durante veinticinco años, Esteban rigió la abadía y toda la orden cisterciense, siendo el responsable directo de la consolidación y crecimiento. Hacia 1125, fundó el primer monasterio femenino de la orden en Tart-l'Abbaye (Borgoña), dando origen a las congregaciones de monjas cistercienses. En 1133, renunció al cargo a causa de la edad y la mala salud y murió el año siguiente, el 28 de marzo de 1134.